# Svante Ingelsson
Svante Ingelsson (Kalmar, 14 de junho de 1998) é um futebolista profissional sueco que atua como meia. Atualmente joga pelo Paderborn.

## Carreira

### Kalmar
Svante Ingelsson começou a carreira no Kalmar FF.

### Udinese
Svante Ingelsson se transferiu para a Udinese Calcio, em 2017.